# The Boxer Rebellion
The Boxer Rebellion – brytyjski zespół muzyczny założony w 2001 wykonujący rocka alternatywnego. Często porównywany jest do Mogwai, Interpol i Elbow.

## Historia
W 2000, piosenkarz Nathan Nicholson po śmierci swojej matki opuścił Amerykę i przeprowadził się do Londynu. Spotkanie z gitarzystą prowadzącym Tooddem Howe w londyńskim zaowocowało początkiem zespołu.
Pisząc i żyjąc razem przyciągnęli uwagę basisty Adama Harrisona i perkusisty Piersa Hewitta, przyjaciół z koledżu. Ich pierwszy projekt miał nazwę „The Slippermen”. Skutkiem tego było wypuszczenie singla i EP pod tytułem Lens i The Traveller EP. Sukces komercyjny był niewielki.
Po zmianie nazwy na „The Boxer Rebellion” wygrali konkurs PlayLouder w czerwcu 2003. W wyniku tego zagrali na Glastonbury. Krótko po tym zauważył ich Alan McGee i zaproponował im kontrakt z Poptones.
2 maja 2005 wydali pierwszy studyjny album zatytułowany Exits. Utwór Watermelon został uznany za znak rozpoznawczy grupy, a nawet dorobił się miejsca w soundtracku do filmu The Football Factory obok takich wykonawców jak Razorlight, The Libertines i Buzzcocks.
Dwa tygodnie po wydaniu ich albumu, grupa ogłosiła, że kontrakt z wytwórnią został zerwany. Pomimo tego kontynuowali koncerty finansując je z własnej kieszeni. Dzięki wytrwałej pracy doczekali się supportowania Editors, Lenny’ego Kravitza czy Gary’ego Numana.
14 lipca 2013 roku grupa wystąpiła w Polsce podczas koncertu Lata ZET i Dwójki w Słubicach, wykonując utwór „Diamonds” promujący album Promises.

## Skład
- Nathan Nicholson – śpiew, gitara, klawisze
- Piers Hewitt – perkusja
- Adam Harrison – gitara basowa
- Todd Howe – gitara prowadząca (od 2001 do 2014)
- Andrew Smith – gitara prowadząca (od 2014)

## Dyskografia
- Exits (2005)
- Union (2009)
- The Cold Still (2011)
- Promises (2013)
- Ocean by Ocean (2016)
- Ghost Alive (2018)